# Christmas EveL
Christmas EveL (вимовляється «Christmas evil») — сингл південнокорейського бой-бенду Stray Kids. Він вийшов 29 листопада 2021 року на лейблі JYP Entertainment і розповсюджували його Dreamus. Сингл є частиною їхнього проєкту Season Song і також є «спеціальним святковим синглом». Сингл дебютував на першому місці Gaon Album Chart, продавши 654,658 копій.

## Просування
У перший день 2021 року, 1 січня, Stray Kids опублікували відео «Step Out 2021», в якому були досягнення гурту за 2020 рік та плани на 2021 рік, включаючи їхній проєкт Season Song.
11 листопада 2021 року гурт опублікував таємничий плакат для реклами Christmas EveL, виходячи з інформації якого стало відомо, що реліз відбудеться 29 листопада. Пізніше Christmas EveL був описаний, як частина проєкту Season Song та «спеціальний святковий сингл» для фанатів та подарунок, у якості подяки.

### До релізу
11 листопада було також опубліковано превью наповнення до лімітної версії Christmas EveL, а 15 листопада до стандартної версії. Згодом вийшли фото тизери з учасниками: індивідуальні, командні та групові. 19 листопада Stray Kids опублікували список композицій, з якого стало відомо, що сингл матиме дві заголовні композиції: «Christmas EveL» спродювована 3Racha та HotSauce; «Winter Falls» у співробітництві Хана та earattack. Також до синглу увійшли композиції «24 to 25», спільна робота Бан Чана і Nickko Young, та англомовна версія «Domino» з попереднього альбому, переклад до якої був виконаний Бан Чаном, Феліксом та Junoflo. Згодом були опубліковані тизери до музичних відео композицій «Christmas EveL» та «Winter Falls», та Unveil до «24 to 25». Цифрова обкладинка була опублікована у день релізу, опівночі за корейським часом.
|                                                                            |                                                                                             | Публікація індивідуальних фото тизерів учасників (Тип А): Бан Чан, Лі Ноу, Чанбін, Хьонджин | Публікація індивідуальних фото тизерів учасників (Тип А): Хан, Фелікс, Синмін, Ай'Ен | Публікація списку композицій                                     | Публікація першого тизера до музичного відео «Christmas EveL» | Публікація групового та командних фото тизерів учасників (Тип А) |
|                                                                            |                                                                                             | 17 листопада                                                                                | 18 листопада                                                                         | 19 листопада                                                     | 20 листопада                                                  | 21 листопада                                                     |
| Публікація першого тизера до музичного відео «Winter Falls»                | Публікація індивідуальних фото тизерів учасників (Тип В): Бан Чан, Лі Ноу, Чанбін, Хьонджин | Публікація індивідуальних фото тизерів учасників (Тип В): Хан, Фелікс, Синмін, Ай'Ен        | Публікація Unveil до композиції «24 to 25»                                           | Публікація групового та командних фото тизерів учасників (Тип В) | Публікація другого тизера до музичного відео «Christmas EveL» | Публікація другого тизера до музичного відео «Winter Falls»      |
| 22 листопада                                                               | 23 листопада                                                                                | 24 листопада                                                                                | 25 листопада                                                                         | 26 листопада                                                     | 27 листопада                                                  | 28 листопада                                                     |
| Реліз сингла Christmas EveL Публікація музичного відео до «Christmas EveL» |                                                                                             |                                                                                             |                                                                                      |                                                                  |                                                               |                                                                  |
| 29 листопада                                                               |                                                                                             |                                                                                             |                                                                                      |                                                                  |                                                               |                                                                  |

### Після релізу
Музичне відео до «Christmas EveL» було опубліковано у день релізу синглу, а музичне відео до другої заголовної композиції, «Winter Falls» вийшло 30 листопада 2021 року. Відео до композиції «24 to 25» опублікували 6 грудня, у цей же день вийшло відео зі знімання «Winter Falls», «Christmas EveL» — 9 грудня.
10 грудня 2021 року композиція «Christmas EveL» посіла перше місце на Music Bank, Stray Kids на шоу не з'явилися.

## Про композиції
Christmas EveL є синглом, що має дві заголовні композиції фанковий хіп-хоп «Christmas EveL» та поп-балада «Winter Falls», також до нього увійшла балада «24 to 25» та англомовна версія «Domino». Сингл має зимову та різдвяну тематику, а композиції, що представлені в ньому мають різний емоційний спектр: від пустотливого різдвяного настрою до глибоких любовних переймань.
1. «Christmas EveL» (англ. «Christmas Eve» — укр. «Святвечір», «Переддень Різдва») пропонує нам подивитися на Різдво з іншої точки зору, не романтизувати його, як звичайно, а звернути увагу на те, що це «свято, від якого тремтять кістки й чутна тиша» і що це надзвичайно проблематичний період. У ліриці також є рядки «Feliz Navidad Feliz Navidad / I can feel the evil coming but Felix, never bad», «Feliz Navidad» з іспанської — «Щасливого Різдва» (також є такий різдвяний сингл), що також співзвучно з «Felix, never bad» (укр. «Фелікс, ніколи не буває поганим», лірика посилається на одного з учасників гурту, Фелікса)[4][18].
2. «24 to 25» — композиція на різдвяну тематику, яка розповідає про бажання Stray Kids провести ніч з 24 на 25 грудня зі своїми шанувальниками, Stay[e][19].
3. «Winter Falls» — розповідає історію персонажа, що намагається стерти з пам'яті складні думки про колишні стосунки, які спадають на думку взимку[18].

## Список композицій
Кредити до пісень були взяті з сайту MelOn
| #     | Назва                      | Автор слів                  | Автор музики                    | Аранжування                     | Тривалість |
| ----- | -------------------------- | --------------------------- | ------------------------------- | ------------------------------- | ---------- |
| 1.    | «Christmas EveL»           | 3Racha                      | 3Racha HotSauce                 | HotSauce Бан Чан ( 3Racha )     | 2:59       |
| 2.    | «24 to 25»                 | Бан Чан (3Racha)            | Бан Чан ( 3Racha ) Nickko Young | Бан Чан ( 3Racha ) Nickko Young | 3:37       |
| 3.    | «Winter Falls»             | Хан (3Racha)                | Хан ( 3Racha ) Earattack        | Earattack                       | 3:35       |
| 4.    | «Domino» (English version) | 3Racha Фелікс Junoflo [ f ] | 3Racha Versachoi                | Versachoi Бан Чан ( 3Racha )    | 3:19       |
| 13:50 |                            |                             |                                 |                                 |            |

- Бан Чан (3Racha) — лірика, музика, аранжування (композиції 1, 2, 4), всі інструменти (композиції 2, 4), переклад на англійську (композиція 4), запис (композиція 2)
- Чанбін (3Racha)  — лірика, музика (композиції 1, 4)
- Хан (3Racha) — лірика, музика (композиції 1, 3, 4), беквокал (композиція 3)
- Фелікс — переклад на англійську (композиція 4)
- HotSauce — музика, аранжування, клавіатура, програмування барабанів, комп′ютерне програмування (композиція 1)
- Nickko Young — музика, аранжування, всі інструменти (композиція 2)
- earattack — музика, аранжування, всі інструменти, беквокал (композиція 3)
- Versachoi — музика, аранжування, всі інструменти (композиція 4)
- Junoflo — переклад на англійську (композиція 4)
- Yerin Shin — струни (композиція 2)
- Jong-Sung Kim — гітара (композиція 3)
- Lee Kyung-won — цифрове редагування (всі композиції)
- Gu Hye-jin — запис (композиції 1, 3, 4)
- Hyejin Choi — запис (композиції 2, 3, 4)
- Manny Marroquin — зведення (композиція 1)
- Chris Galland — інженер зведення (композиція 1)
- Zach Pereyra — інженер зведення / асистент (композиція 1)
- Anthony Vilchis — інженер зведення / асистент (композиція 1)
- Gu Jong Pil — зведення (композиція 2)
- Lee Tae-Sub –  зведення (композиція 3)
- Yoo Won Kwon — зведення (композиція 4)
- Kang Seo-yeon — інженер зведення (композиція 2)
- Chris Gehringer — мастеринг (композиція 1)
- Kwon Nam-woo — мастеринг (композиції 2, 3, 4)

Оригінальне видання
- JYP Publishing (KOMCA) (всі композиції)
- Copyright Control (композиції 2, 3)

Запис
- JYPE Studios (всі композиції)
- Channie's «Room» (композиція 2)

Зведення
- Larrabee Studios (композиція 1)
- KLANG Studio (композиція 2)
- JYPE Studios (композиція 3)
- Studio DDeepKICK (композиція 4)

Мастеринг
- Sterling Sound (композиція 1)
- 821 Sound Mastering (композиції 2, 3, 4)

## Формати
Christmas EveL вийшов у двох варіантах: Limited ver. (один варіант), стандартна версія (один варіант).

### Реліз на фізичних носіях
| Limited ver. | Стандартна версія                                                           | Попереднє замовлення              |
| --- | --------------------------------------------------------------------------- | --------------------------------- |
| - Диджипак - Фотокнига - CD - Одна фотокартка - Глітер фотокартка - Стікери - Різдвяні марки - Різдвяна листівка | - Диджипак - Фотокнига - CD - Одна фотокартка - Глітер фотокартка - Стікери | - Складений плакат - Сет фотокарт |

### Цифровий реліз
| - Цифрова обкладинка - Чотири цифрові композиції |

## Оцінка критиків та нагороди
|                                          | Навіть якщо це [Christmas EveL] порушує атмосферу Різдва, яка акуратно проходить через решту треків. Але це типові Stray Kids – завжди нас тримають на пальцях, навіть коли ми думаємо, що ми їх прив’язали |
| — Ріан Дейлі про Christmas EveL, для NME | |

| Композиція       | Музичне шоу       | Дата           | Примітки |
| ---------------- | ----------------- | -------------- | -------- |
| «Christmas EveL» | Music Bank (KBS2) | 10 грудня 2021 | [ 17 ]   |

## Чарти

### Результати на тижневих чартах
| Країна         | Чарти (2021)                      | Найвища позиція |
| -------------- | --------------------------------- | --------------- |
| Південна Корея | South Korean Albums (Gaon)        | 1               |
| США            | US Heatseekers Albums (Billboard) | 25              |

### Результати композицій в чартах на кінець року
| Країна         | Чарти (2021)                                         | Найвища позиція  | Найвища позиція |
| Країна         | Чарти (2021)                                         | «Christmas EveL» | «Winter Falls»  |
| -------------- | ---------------------------------------------------- | ---------------- | --------------- |
| Угорщина       | Hungary (Single Top 40)                              | 23               | 17              |
| Японія         | Japan Download Songs                                 | 51               | —               |
| Південна Корея | South Korea (Gaon)                                   | 114              | 151             |
| США            | US World Digital Song Sales (Billboard)              | 10               | —               |
| США            | US Hot Trending Songs Powered by Twitter (Billboard) | 4                | 10              |

## Історія реліза
| Регіон         | Дата              | Формат                  | Версія     | Лейбл       | Примітки      |
| -------------- | ----------------- | ----------------------- | ---------- | ----------- | ------------- |
| Світ           | 29 листопада 2021 | Цифровий реліз стрімінг | Н/Д        | JYP Dreamus | [ 20 ] [ 29 ] |
| Південна Корея | 29 листопада 2021 | CD                      | Limited    | JYP Dreamus | [ 6 ]         |
| Південна Корея | 29 листопада 2021 | CD                      | Стандартна | JYP Dreamus | [ 6 ]         |

## Нотатки
1. ↑  JYP Entertainment офіційно класифікують Christmas EveL як сингл,
[30] в якому «Christmas EveL» та «Winter Falls» — заголовні композиції. Деякі медіа використовують терміни «сингл-альбом»[31][32] або «мініальбом»[33], описуючи Christmas EveL. На Apple Music Christmas EveL класифікується як мініальбом[29].
2. 1 2  3Racha стилізується як 3RACHA - мається на увазі, що всі учасники (Бан Чан, Чанбін, Хан) продюсерської команди брали участь.
3. 1 2  Unveil — дослівний переклад укр. — «розкрити», «урочисто відкривати», «оприлюднити». У випадку Stray Kids означає публікацію відео, який розкриває частково тему майбутньої композиції.
4. 1 2  Тип А, В – для просування цього альбому Stray Kids використовували кілька візуальних концептів.
5. ↑  Stay або Стей, назва фандому Stray Kids.
6. ↑  Бан Чан, Фелікс та Junoflo працювали разом над перекладом лірики.
7. ↑  Наповнення Limited ver. Christmas EveL: зовнішня коробка розміром 16,4 × 22,4 × 1,9 см; фотокнига розміром 15,7 × 21,7 см (60 сторінок); CD; фотокартка розміром 5,5 × 8,5 см (одна із шістнадцяти, версія рандом); глітер фотокартка розміром 5,5 × 8,5 см (одна із восьми, версія рандом); стікери розміром 12,5 × 18 см; різдвяні марки розміром 18,5 × 12,5 см (один лист з усіма учасниками); різдвяна листівка розміром 15 × 10 см.
8. ↑  Наповнення стандартної версії Christmas EveL: зовнішня коробка розміром 16,4 × 22,4 × 1,9 см; фотокнига розміром 15,7 × 21,7 см (60 сторінок); CD; фотокартка розміром 5,5 × 8,5 см (одна із шістнадцяти, версія рандом); глітер фотокартка розміром 5,5 × 8,5 см (одна із восьми, версія рандом); стікери розміром 12,5 × 18 см.
9. ↑  До релізу Christmas EveL, в період попереднього замовлення додатково можна було отримати складений плакат розміром 38 × 26 см (один із двох, версія рандом) та сет фотокарт (8 штук) розміром 5,5 × 8,5 см.